# Volto!
Volto! ist eine US-amerikanische Fusion- und Progressive-Metal-Band aus Los Angeles, Kalifornien, die im Jahr 2003 gegründet wurde.

## Geschichte
Die Band bestand aus dem Tool-Schlagzeuger Danny Carey, dem Gitarristen John Ziegler, dem Keyboarder Jeff Babko (Jimmy-Kimmel-Live!-Band) und dem Bassisten Lance Morrison. Ziegler hatte Morrison ein paar Jahre zuvor kennengelernt, ehe er zusammen mit ihm seit Dezember 2002 in Pigmy Love Circus aktiv war und beide im Oktober 2003 Volto! gründeten. Fast 10 Jahre war die Band ausschließlich live aktiv, ehe sie sich mit dem Produzenten Joe Barresi ins Studio begab, um ihr Debütalbum aufzunehmen, das 2013 unter dem Namen Incitare erschien. Der Tonträger erschien bei Fantasy Records, einem Sub-Label von Concord Records.

## Stil
Laut James Christopher Monger von Allmusic spielt die Band Jazz Fusion und fülle die Lücke zwischen King Crimson, Liquid Tension Experiment und The Mars Volta. Laut Prog Archives ist das Album Incitare rein instrumental. Auf dem Tonträger verschmelze die Band Metal mit Jazz Rock. Auf Detlef Dengler vom Metal Hammer machte Incitare den Eindruck, als wären die Lieder spontan entstanden und unfertig aufgenommen worden. Jeder Musiker steuere Soli zu gleichen Teilen bei. Den Liedern mangele es an Groove und Melodien seien gar nicht vorhanden. Die Musik lasse sich als eine Mischung aus Jazz und Fusion beschreiben.

## Diskografie
- 2013: Incitare (Album, Fantasy Records)